# حمیدرضا اشراق
حمیدرضا اشراق سرتیپ پاسدار فرماندهی انتظامی جمهوری اسلامی ایران است، که هم‌اکنون به‌عنوان معاون هماهنگ‌کننده و رئیس ستاد فرماندهی انتظامی فعالیت می‌کند.
وی فعالیت نظامی را در خلال جنگ ایران و عراق از سپاه پاسداران انقلاب اسلامی آغاز کرد. اشراق از ۱۳۹۳ تا ۱۳۹۴ مدیرعاملی بنیاد تعاون ناجا را برعهده داشت، در فاصله سال‌های ۱۳۹۴ تا ۱۴۰۰ به‌عنوان معاون حقوقی و امور مجلس نیروی انتظامی فعالیت می‌کرد، از ۱۴۰۰ تا ۱۴۰۱ جانشین رئیس مرکز مطالعات راهبردی ناجا بود و از اسفندماه ۱۴۰۱ معاون هماهنگ‌کننده فراجا است. او در سال ۱۳۹۹ به‌علت نقض حقوق شهروندان ایرانی توسط وزارت خزانه‌داری آمریکا تحریم شد.